# Rybaki (powiat tczewski)
Rybaki (kaszb. Rëbaki) – wieś kociewska w Polsce położona w województwie pomorskim, w powiecie tczewskim, w gminie Subkowy przy krawędzi doliny Wisły. Wieś jest siedzibą sołectwa Rybaki w którego skład wchodzi również miejscowość Pastwiska.
W Rybakach znajduje się Śluza Międzyłęska.
W latach 1975–1998 miejscowość administracyjnie należała do województwa gdańskiego.

## Zabytki
Według rejestru zabytków NID na listę zabytków wpisany jest zespół dworski, ul. Kociewska 15, 2 poł. XIX, nr rej.:A-1075 z 21.12.1984:
- dwór eklektyczny z łącznikiem i dwoma parterowymi skrzydłami z licznymi facjatkami, na styku skrzydeł i łącznika owalne wieże z hełmami ostrosłupowym i dzwonowym[4]
- park
- bliźniacze budynki bramne, 1922
- stodoła.